# 宇宙線

宇宙线對能量的分佈。

宇宙線亦稱為宇宙射线（Cosmic ray）、宇宙輻射（Cosmic radiation），是來自外太空的帶電高能次原子粒子。它們可能會產生二次粒子穿透地球的大氣層和表面。射線這個名詞源自於曾被認為是電磁輻射的歷史。主要的初級宇宙射線（來自深太空與大氣層撞擊的粒子）成分在地球上一般都是穩定的物質的粒子，像是質子、原子核或電子。但是，有非常少的比例是穩定的反物質的反粒子，像是反原子核、正電子或反質子，這剩餘的小部分是研究的活躍領域。
大約89%的宇宙射線是單純的質子，10%是氦原子核（即α粒子），還有1%是重元素。這些原子核構成宇宙射線的99%。孤獨的電子（像是β粒子，雖然來源仍不清楚），構成其餘1%的絕大部分；γ射線和超高能微中子只佔極小的一部分。
粒子能量的多樣化顯示宇宙射線有著廣泛的來源。這些粒子的來源可能是太陽（或其它恆星）或來自遙遠的可見宇宙，由一些還未知的物理機制產生的。宇宙射線的能量可以超過1020 eV，遠超過地球上的粒子加速器可以達到的1012至1013 eV，使許多人對有更大能量的宇宙射線感興趣而投入研究。
經由宇宙射線核合成的過程，宇宙射線對宇宙中鋰、鈹、和硼的產生，扮演著主要的角色。它們也在地球上產生了一些放射性同位素，像是碳-14。在粒子物理的歷史上，從宇宙线中發現了正電子、緲子和π介子。宇宙射線也造成地球上很大部份的背景輻射，由於在地球大氣層外和磁場中的宇宙射線是非常強的，因此對維護航行在行星際空間的太空船上太空人的安全，在設計有重大的影響。

## 成分
宇宙射線大致可以分成兩類：原生和衍生宇宙射線。
來自太陽系外的天文物理產生的宇宙射線是原宇宙射線；這些原宇宙射線會和星際物質作用產生衍生（二次）宇宙射線。太陽在產生閃焰時，也會產生一些低能量的宇宙射線。在地球大氣層外的原宇宙射線，確實的成份，取決於觀測能量譜的哪些部份。不過，一般情況下，進入的宇宙射線幾乎90%是質子，9%是氦核（α粒子），和大約1%是電子。氫和氦核的比例（質量比氦核是28%）大約與這些元素在宇宙中的元素豐度（氦的質量佔24%）相同。
其餘豐富的部份是來自於恆星核合成最終產物的其它重原子核。衍生宇宙射線包含其它的原子核，它們不是豐富的核合成或大爆炸的最終產物。這些較輕的原子核出現在宇宙射線中的比例遠大於在太陽大氣層中的比例（1:100個粒子），它們的豐度大約是氦的10−7。
這種豐度的差異是衍生宇宙射線造成的結果。當宇宙射線中重的原子核成份，即碳和氧的原子核，與星際物質碰撞時，它們分裂成較輕的鋰、鈹、硼原子核（此過程被稱為宇宙射線散裂）。被發現的鋰、鈹和硼的能譜比來自碳或氧的更為尖細，這個值暗示有少數的宇宙射線散裂是由更高能量的原子核產生的，推測大概是因為它們是從銀河的磁場逃逸出來的。散裂也對宇宙射線中的鈧、鈦、釩和錳離子等的豐度負責，它們是宇宙射線中的鐵和鎳原子核與星際物質撞擊產生的（參見天然的背景輻射）。
即使衛星實驗在原宇宙射線中發現一些反質子和正電子存在的證據，但沒有複雜的反物質原子核（例如反氦核）存在的證據。在原宇宙射線中觀測到的反物質豐度是符合它們也能由原宇宙射線在深太空和普通物質撞擊，在衍生宇宙線的程序中產生的理論。例如，一種在實驗室中產生反質子的標準方法是以能量大於6 GeV的質子去撞擊其他的質子，而在原宇宙射線中很輕易的就有許多質子的能量超過這個數值。無論是否在銀河系中，當簡單的反物質能夠由這種程序產生時（不是在大氣層的高層），它們仍可能傳播遙遠的距離抵達地球，而不會在星際空間中與其他的氫原子碰撞而湮滅。抵達地球的反質子特徵是能量最多只有2GeV，顯示它們產生的過程在基本上與宇宙射線中的質子是截然不同的。
在過去，人們認為宇宙射線的通量隨著時間的推移一直是相當穩定。最近的研究顯示，以1.5至2千年的時間尺度，有證據顯示在過去的40,000年，宇宙射線的通量是有變化的。

## 研究历史

### 发现

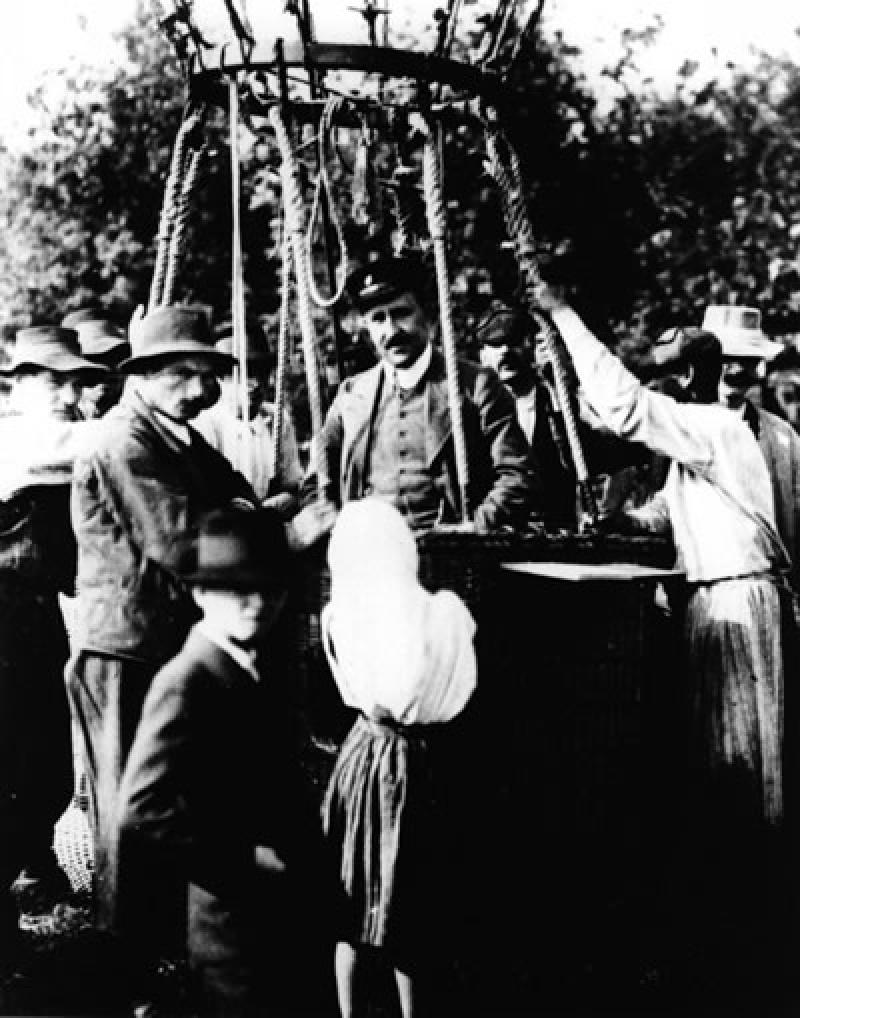
赫斯在1912年8月一次气球飞行降落时的留影。

随着亨利·贝克勒1896年发现放射性，大量对辐射源的研究涌现出来，并在土地中、水中和空气中都发现了放射性物质。与此同时，放射性的发现也推动了19世纪末20世纪初对大气电学的研究，当时的研究者们尝试用放射线引起的电离解释为何大气中同时存在电荷相反的离子和电子。
对于引起电离的放射线的来源，当时有来自地壳和地外的不同理论：德国的朱利叶斯·埃尔斯特和汉斯·盖特尔认为大气中放射线可能来自从土壤扩散到空气中的放射性氡；C.T.R. 威尔逊于1901年提出了放射线来自地球外的设想，但与当时的实验结果相抵触。
为了验证不同的假说，一种普遍的实验手段是在不同的海拔高度测量辐射水平。如果辐射源来自地壳，则随海拔升高将会观测到辐射强度的降低。1909年，西奥多·伍尔夫开发了一种新型的灵敏便携的静电计。他利用该设备测量了埃菲尔铁塔不同高度的电离密度，并发现虽然塔顶部的电离密度低于地面，但却高于预期值。虽然伍尔夫的实验并没有取得决定性的结论，但他设计的静电计在后续的实验中得到了广泛应用。在伍尔夫之后，有一系列热气球实验尝试在更高的海拔测量电离密度，包括来自德国的卡尔·伯格维茨和来自瑞士的阿尔伯特·戈克尔。这些实验都发现了电离密度随高度有一定程度的降低，但与辐射完全来自地壳这一假设给出的预测值并不相符。
来自意大利的气象学家多梅尼科·帕奇尼对辐射主要来自地壳的观点持有怀疑态度。考虑到水能吸收一部分辐射，他在1910年和1911年设计实验，在陆地上、海面上和水下3米深处等不同地点对电离密度进行了同时测量。由于观测到在水下电离密度相对陆地上有所降低，帕奇尼认为存在相当一部分的电离应该是由地壳外的放射线造成的。
最终为辐射源问题提供决定性证据的是奥地利物理学家维克托·赫斯。他在1911年和1912年进行了一系列热气球实验。在这些飞行中，赫斯使用伍尔夫式静电计系统性地测量了直到海拔5300米的电离率。他观测到，在1000米以下，电离率逐渐下降，但随后出现明显上升，在5000米左右，强度是地面的两倍。随后德国物理学家维尔纳·科尔霍斯特在1913年和1914年的实验进一步发现在9300米辐射水平会上升到地面的40倍。基于这些结果，赫斯得出结论，认为存在一种太空进入大气层的高穿透力射线。
由于其“发现了宇宙辐射”的贡献，维克托·赫斯获得了1936年诺贝尔物理学奖。

## 太阳調節
太阳调节（solar modulation）指太阳或太阳风改变进入太阳系的银河系宇宙射线强度和能谱的过程。当太阳处于活跃时期，相比安静时期，银河系的宇宙射线会较少的进入太阳系。基于这个原因，银河系宇宙射线与太阳一样遵从11年周期，但不同的是：剧烈的太阳活动对应低宇宙射线（进入太阳系），反之亦然。

## 探测方法
宇宙射线中的原子核之所以能够从他们遥远的源头一直到达地球，是因为宇宙中物质的低密度。原子核与其它物质有着强烈的感应，所以当宇宙线接近地球时，便开始于大气层气体中的原子核撞击。在大气簇射的过程中，这些碰撞产生很多π介子和K介子，这些很快會衰退为不稳定的μ子。由于与大气层没有强烈的感应以及时间膨胀的相对论性效应，许多μ子能够到达地球表面。μ子属于电离辐射，从而可以轻易被许多粒子探测器检测到，例如氣泡室，或闪烁体探测器。如果多个μ子在同一时间被不同的探测器检测到，那么它们很可能源自同一次簇射。
現在，新的探测手段能够不通过大气簇射现象探测这些高能粒子，也就是在太空中，不受大气层的干扰，直接探测宇宙线，例如阿爾法磁譜儀实验。

## 对太空载人飞行的影响
宇宙射线被地球大气层影响，对地面的单个人的天然本底辐射仅为0.3-0.4 mSv/y。在大氣層外，每秒约有一個質子或更重的原子核穿過指甲大小的面積，總共每秒約有5000個離子貫穿太空人的身體，打斷体内的化學鍵，引起一連串电离反應。在宇宙射線中，少數較重的原子核會造成比質子更大的傷害，因為打斷化學鍵的能力與電荷平方成正比。例如，鐵原子核所造成的傷害是質子的676倍。根據美國太空總署（NASA）的估計，太空人在太阳系内的太空中每年受到250 mSv的辐射，體內約有1/3的DNA會被宇宙射線切斷。在月面是70-120mSv/y，近地轨道是100mSv/y，范艾伦辐射带为15 Sv/y。太陽也會釋放大量質子與重原子核，以接近光速噴出，有時一小時內會逾數Sv，對沒有屏障的太空人是致死劑量。

## 外部連結
- Aspera European network portal
- Animation about cosmic rays on astroparticle.org
- Particle Data Group review of Cosmic Rays（页面存档备份，存于） by C. Amsler et al., Physics Letters B667, 1 (2008).
- Introduction to Cosmic Ray Showers（页面存档备份，存于） by Konrad Bernlöhr.

- NOAA FTP[永久]: Lal, D., et al., 2005. Data on cosmic ray flux derived from C14 concentrations in the GISP2 Greenland ice core（英语：ice core）.
- BBC news, Cosmic rays find uranium, 2003（页面存档备份，存于）.
- BBC news, Rays to nab nuclear smugglers, 2005（页面存档备份，存于）.
- BBC news, Physicists probe ancient pyramid (using cosmic rays), 2004（页面存档备份，存于）.
- Shielding Space Travelers（页面存档备份，存于） by Eugene Parker.
- Anomalous cosmic ray hydrogen spectra from Voyager 1 and 2（页面存档备份，存于）
- Anomalous Cosmic Rays（页面存档备份，存于）（From NASA's Cosmicopia）
- Review of Cosmic Rays（页面存档备份，存于）
- Composition of Solar cosmic rays（页面存档备份，存于）
- "Who's Afraid of a Solar Flare? Solar activity can be surprisingly good for astronauts."（页面存档备份，存于） October 7, 2005, at Science@NASA]
- History of Cosmic Rays
- Amateur Muon Detector - schematics and articles